# Agathon (poète)
Pour les articles homonymes, voir Agathon.
Agathon d'Athènes (en grec ancien : Ἀγάθων / Agáthôn) est un poète tragique grec de la fin du Ve siècle av. J.-C.

## Biographie
Fils de Tisamène, il vécut à Athènes de 450 ou 445 à 405 av. J.-C. environ, mais aucune de ses pièces n'a été conservée et on ne le connait qu'à travers les récits de ses contemporains.
Il a obtenu le premier prix au concours des Lénéennes de 416 av. J.-C. et ce fut ce jour-là qu'il a donné le festin dont Platon s'est inspiré pour situer son célèbre Banquet. Il s'agissait de sa toute première représentation. On ne sait rien de ses autres représentations, qui furent peu nombreuses, puisqu'il a quitté Athènes dès 408/407 av. J.-C.
Il a écrit un nombre inconnu de tragédies, dont l'une, La Fleur : Anthos, avait été, selon Aristote, créée à partir de personnages inventés de toutes pièces, ce qui était tout à fait inhabituel. Et il a apporté des innovations et fait des émules : musique nouvelle proche de celle du nouveau dithyrambe, interludes (embolium, du grec Embolion). Il reste une trentaine de courts fragments de son œuvre.
Il est mort à la cour d'Archélaos Ier, roi de Macédoine, entre 408 ou 407 av. J.-C., date de son départ d'Athènes, et probablement peu avant 405 av. J.-C., lorsque Aristophane lui rend hommage dans Les Grenouilles. Il rejoignait en Macédoine un autre poète tragique important, Euripide, qui devait lui aussi mourir en Macédoine.
Sa vie privée est bien connue. Homosexuel, son amant s'appelait Pausanias, un Athénien originaire du Céramique (l'un des quartiers d'Athènes). Agathon était issu d'une riche famille, et il était célèbre pour son opulence et sa préciosité.
Il est mentionné par :
- Aristophane dans Les Thesmophories (où il est confronté à Euripide) et dans Les Grenouilles (I, 2)
- Platon dans Le Banquet — dans lequel Agathon donne la pénultième interprétation de l'amour, qui est très conventionnelle, juste avant la célèbre définition de Socrate dont Alcibiade fait l'éloge en conclusion du dialogue —, et dans le Protagoras (315d-e).
- Aristote, Poétique et Politique
- Élien, Histoires variées [lire en ligne]

## Œuvres
- une pièce mettant en scène Achille (peut-être la même que Les Mysiens ou que Télèphe).
- Alcméon
- La Fleur
- Les Mysiens
- Télèphe
- Thyeste
- une pièce dans laquelle était résumée tout un cycle mythologique (on ne sait pas lequel, il n'est pas totalement certain qu'il s'agisse du Cycle troyen).